# Rima Billy
Rima Billy – rów  na powierzchni Księżyca o długości około 70 km. Znajduje się z południowo-zachodniej strony Oceanus Procellarum na współrzędnych selenograficznych ☾ 15,0°S 48,0°W/-15,000000 -48,000000. Nazwa tego kanału została nadana w 1964 roku przez Międzynarodową Unię Astronomiczną i pochodzi od pobliskiego krateru Billy.